# Michiru Castles
El Michiru Castles es un equipo de fútbol de Malaui que juega en la Segunda División de Malaui, la segunda liga de fútbol más importante del país.

## Historia
Fue fundado en el año 1930 en la ciudad de Blantyre con el nombre Hardware Stars, nombre que usaron hasta la temporada 1997/98 cuando lo cambiaron por ACT Stars; y por el actual en la temporada 2001/02.
Han sido campeones de la Primera División de Malaui en una ocasión en 1978, y estuvieron en la máxima categoría hasta la temporada 2008, cuando descendieron. También cuentan con una liga distrital en 1977 y dos títulos de copa en Malaui.
A nivel internacional han participado en un torneo continental, en la Copa Africana de Clubes Campeones 1978, en la cual fueron eliminados en la primera ronda por el Al-Merreikh Omdurmán de Sudán.

## Palmarés
- Primera División de Malaui: 1

1977
- Liga Distrital de Blantyre: 1

1977
- Copa Kamuzu: 2

1978, 1995

## Participación en competiciones de la CAF
| Temporada | Torneo                            | Ronda | Club                 | Casa | Visita | Global |
| --------- | --------------------------------- | ----- | -------------------- | ---- | ------ | ------ |
| 1978      | Copa Africana de Clubes Campeones | 1     | Al-Merreikh Omdurmán | 1-1  | 0-4    | 1-5    |

## Jugadores destacados
- Chikondi Banda
- Ernest Mtawali
- Joseph Gatros